# Damián Alcázar
Damián Alcázar (ur. 8 stycznia 1953 w Jiquilpan) – meksykański aktor telewizyjny i filmowy, powszechnie znany z roli Lorda Sopespiana w ekranizacji Opowieści z Narnii: Książę Kaspian (The Chronicles of Narnia: Prince Caspian).
Studiował aktorstwo w Państwowym Instytucie Sztuki (Instituto Nacional de Bellas Artes) i Teatralnym Centrum Eksperymentalnym (Centro de Experimentación Teatral), następnie kontynuował naukę na Wydziale Teatralnym Universidad Veracruzana, gdzie później pracował jako wykładowca. Pracował przez osiem lat jako aktor w dwóch zespołach teatralnych, zagrał m.in. w sztuce Jeana Geneta Balkon.

## Wybrana filmografia

### Filmy fabularne
- 1989: Romero jako Campesino
- 1997: Ludzie z bronią (Men with Guns) jako Ksiądz Portill
- 1999: Na południe od Kalifornii (Bajo California: el limite del tiempo) jako Damián
- 2002: Zbrodnia Ojca Amaro (El crimen del padre Amaro) jako Ojciec Natalio Pérez
- 2003: Pancho Villa we własnej osobie (And Starring Pancho Villa as Himself, TV) jako Generał Rodolfo Fierro
- 2004: Kroniki (Crónicas) jako Vinicio Cepeda / Potwór z Babahoyo
- 2006: Daleko od nieba (Fuera del cielo) jako Rojas
- 2007: Droga do piekła (Borderland) jako Ulises
- 2008: Opowieści z Narnii: Książę Kaspian (The Chronicles of Narnia: Prince Caspian) jako Lord Sopespian
- 2009: Nadgryziona kula (Bala mordida)
- 2009: O miłości i innych demonach (Del amor y otros demonios) jako Abrenuncio

### Telenowele
- 1986: El camino secreto jako José Luis
- 1990: Mi pequeña Soledad jako Florentino
- 1991: Yo no creo en los hombres jako Juan
- 1994: Entre vivos y muertos
- 1998: Demasiado corazón
- 1999: Cuentos para solitarios jako Ramón
- 2000-2001: Todo por amor jako Don Mariano
- 2003: El alma herida jako Francisco "Frank" López
- 2009-2012: Kdabra jako René
- 2010: Las Aparicio jako Hernán Almada
- 2011: El encanto del águila jako Plutarco Elías Calles
- 2012: Lynch jako Eduardo Zúñiga
- 2012: Kapadocja (Capadocia) jako Alberto Gómez
- 2014: Metástasis jako Tuco Salamanca
- 2014: Señora Acero jako Vicente Acero
- 2015: El Dandy jako Juan Antonio Ramírez "El Chueco"